# Marius-Antoine Barret
Pour les articles homonymes, voir Barret (homonymie).
Marius-Antoine Barret, né le 26 juin 1865 à Marseille et mort le 13 avril 1944 à Allauch, est un peintre et graveur français.

## Biographie
Élève de Dominique Antoine Magaud, Raphaël Collin et Jean-Baptiste Olive, peintre de portraits et d'animaux, graveur sur bois et à l'eau-forte, il obtient en 1923 une mention honorable puis en 1928 une médaille d'argent au Salon des artistes français. Il expose à l'Exposition du Livre d'Art à Paris et à l'Exposition de la Société artistiques de la gravure sur bois fort remarquée : Le Centaure et la Bacchantes (qui illustrera l'édition en 1932 des poèmes du même nom de Maurice de Guérin), À Maître François Villon.

## Œuvres

### Peintures
- Marseille, musée des Beaux-Arts, : la Récureuse[2], Dessin et gravure, Dessin pour un diplôme et au musée Cantini : Femme nue[3], Paysage provençal[4], Maisons provençales[5]
- Digne, musée Gassendi : Mort des enfants de Clodomir et Portrait de femme.

### Illustrations d'ouvrage
- Maurice de Guérin, Le Centaure et la bacchante, Marseille, coll. « Les bibliophiles de Provence », 1929, 41 p. (lire en ligne).

## Galerie

Œuvres de Marius-Antoine Barret
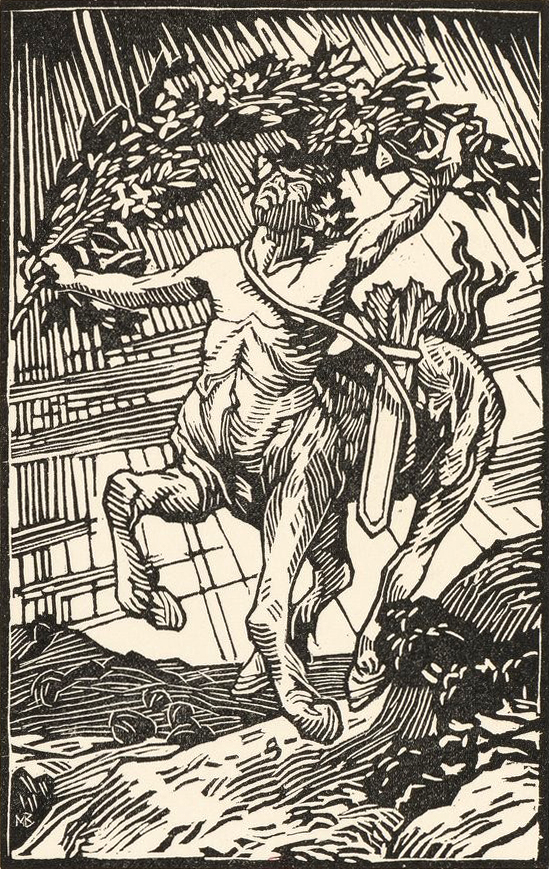
Le Centaure, gravure sur bois
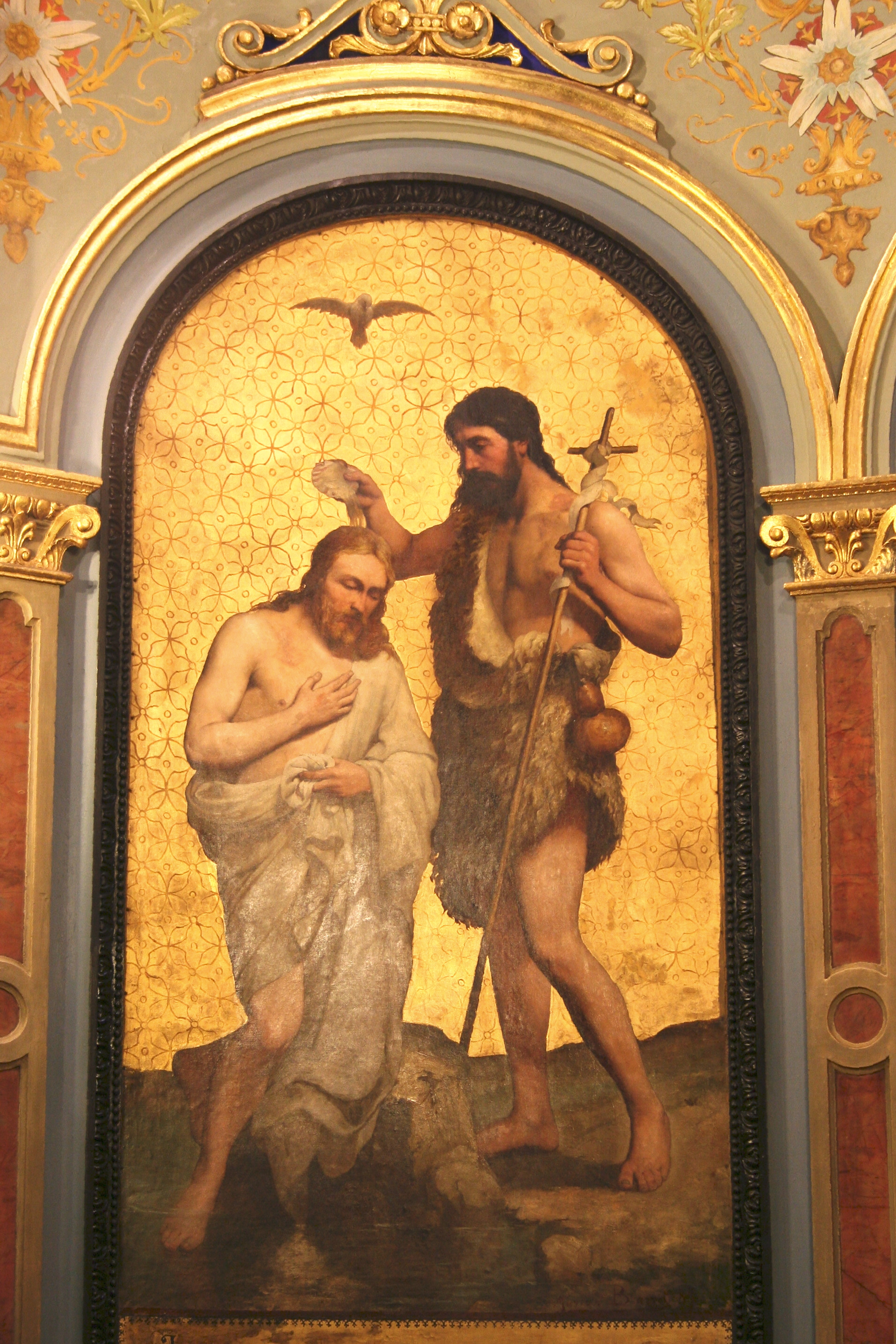
Baptême du Christ, peinture de l'église de La Trinité-La Palud